# 6 Dywizjon Artylerii Pancernej

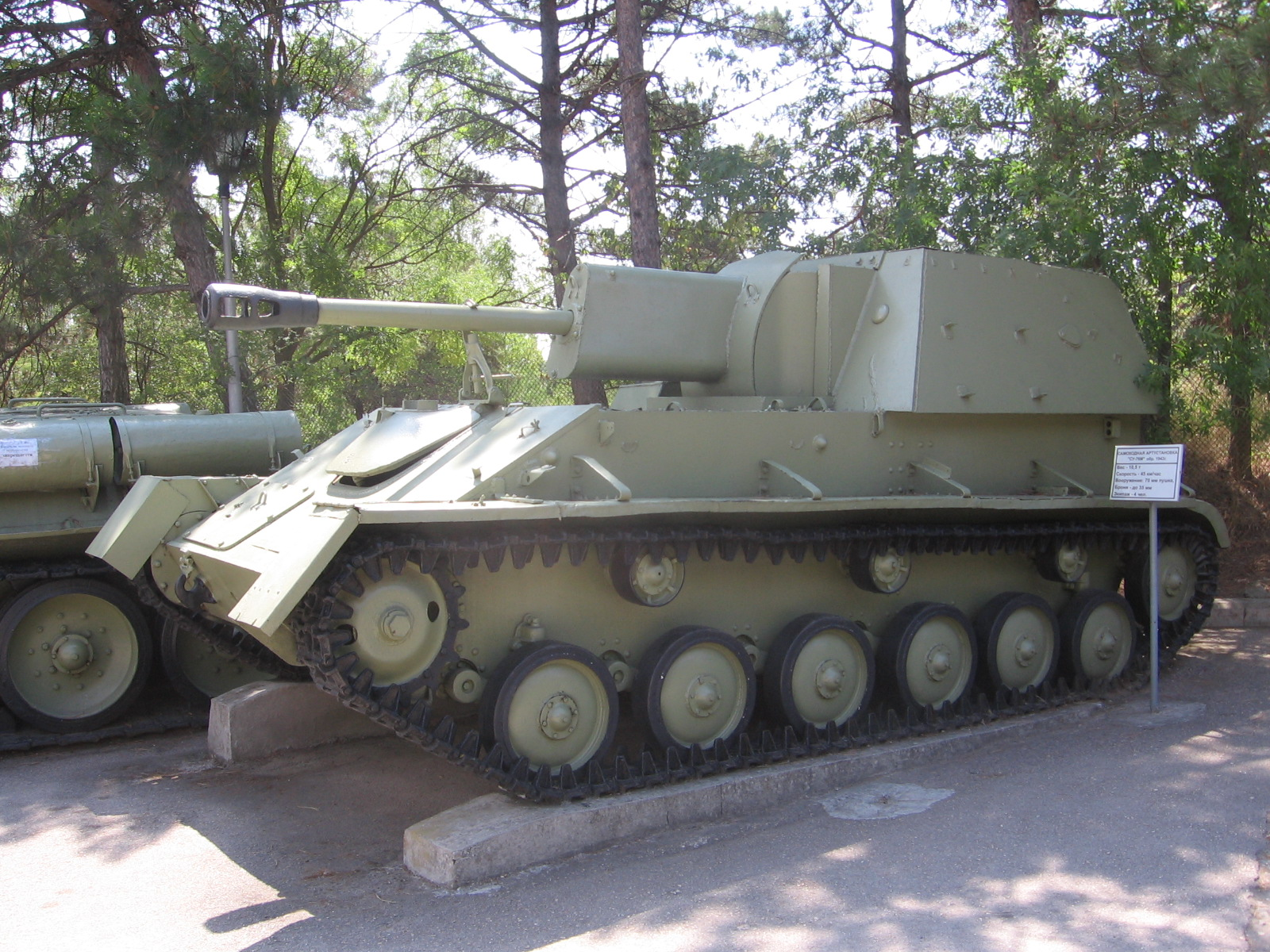
76 mm działo pancerne SU-76

6 Dywizjon Artylerii Pancernej – samodzielny pododdział broni pancernej ludowego Wojska Polskiego
Sformowany y na mocy rozkazu dowódcy Armii Polskiej w ZSRR nr 0130 z 5 lipca 1944. W działa samobieżne Su-76 wyposażony został 1 lutego 1945 w Rembertowie.
Żołnierze dywizjonu złożyli przysięgę w Trzebieszowie 22 października 1944.

## Działania bojowe
Dywizjon prowadził działania bojowe w składzie 5 Saskiej Dywizji Piechoty z 2 Armii Wojska Polskiego.
W chwili zakończenia wojny nie posiadał ani jednego działa samobieżnego SU-76.

## Skład etatowy
Dowództwo
- pluton dowodzenia,
- 3 baterie dział samobieżnych
  - 4 działony

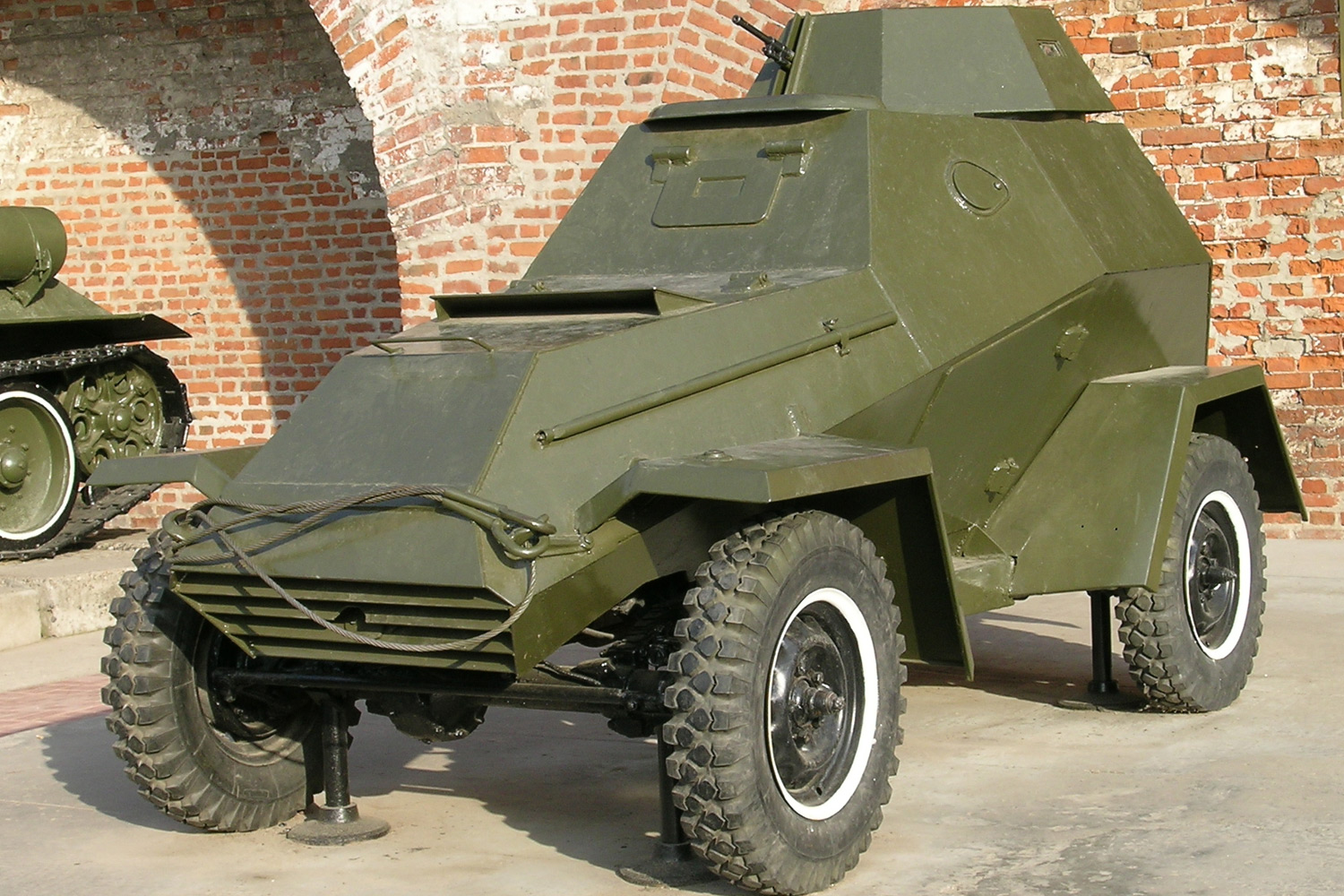
BA-64 - samochód pancerny

- drużyny: zaopatrzenia bojowego, remontowa, gospodarcza, punkt sanitarny

Razem:
żołnierzy – 165 (oficerów – 51, podoficerów – 73, kanonierów – 41)
sprzęt:
- działa samobieżne SU-76 – 13
- samochód pancerny BA-64 – 1
- samochody – 19
- motocykle – 4